# Rytmická videohra

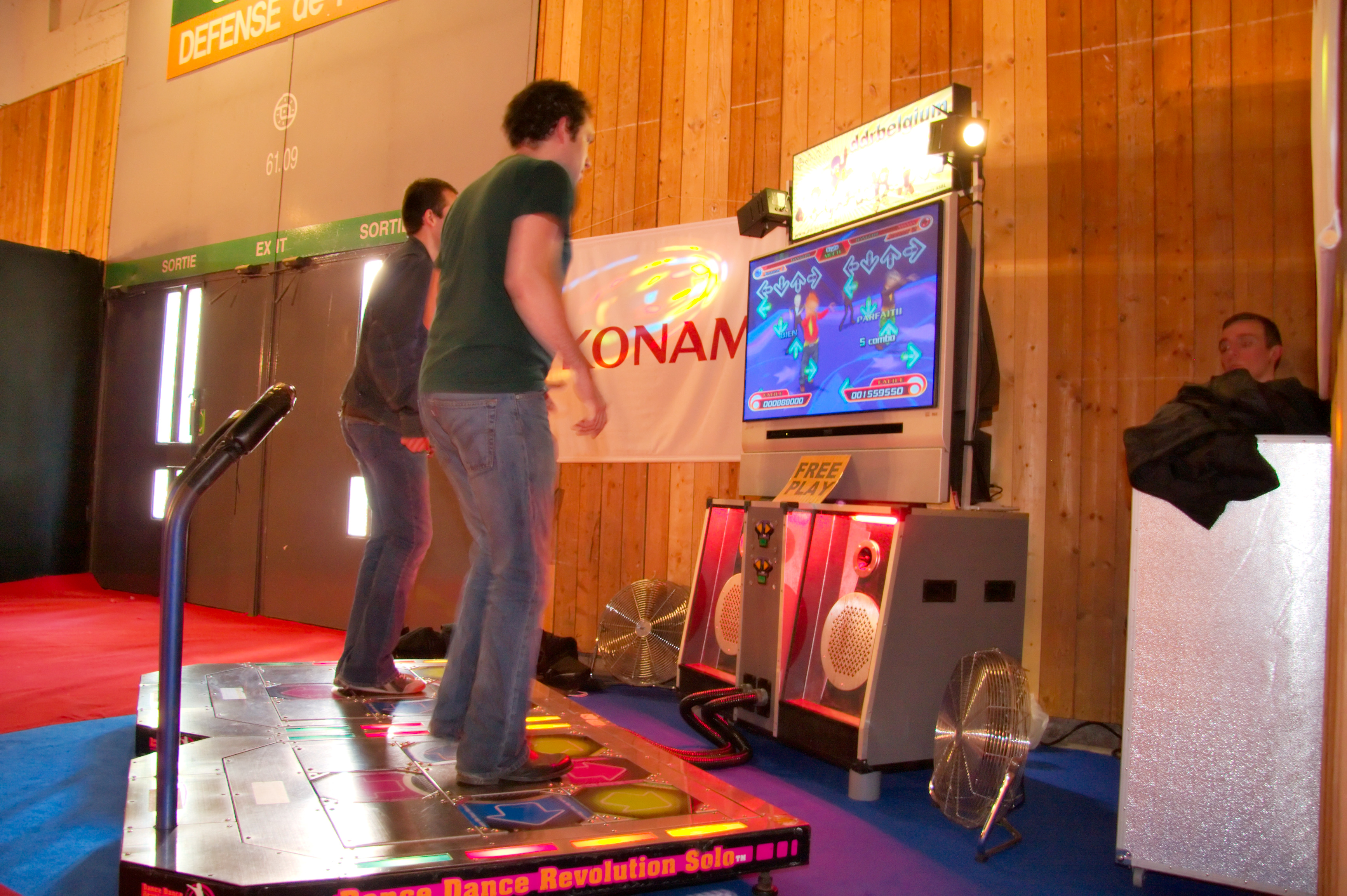
Hráči hrající Dance Dance Revolution

Rytmická videohra vyžaduje od hráče nejenom smysl pro rytmus, ale i koordinaci více částí těla. K hraní těchto her je potřeba netradičních periferií. Buď se jedná o taneční podložku, nebo o senzory, co snímají pohyby rukou. Cílem hry je potvrdit v přesně danou dobu šipku (šipky určují taneční kroky) na taneční podložce či jiné periferii. Mezi tyto hry ale nespadají jen taneční hry, ale i hudební hry s velkým důrazem na reflexy. Mezi ně patří např. mobilní hra Piano Tiles 2, PC hra Osu!, arkádové hry jako třeba Sound voltex či herní série PlayStationu Hatsune Miku: Project DIVA.
- Beat Saber
- Dance Dance Revolution
- 3DDX
- Para Para Paradise
- Techno Motion
- Pump it up
- EZ2Dancer
- In The Groove
- Stepmania